# Брянська колонія (Дніпро)

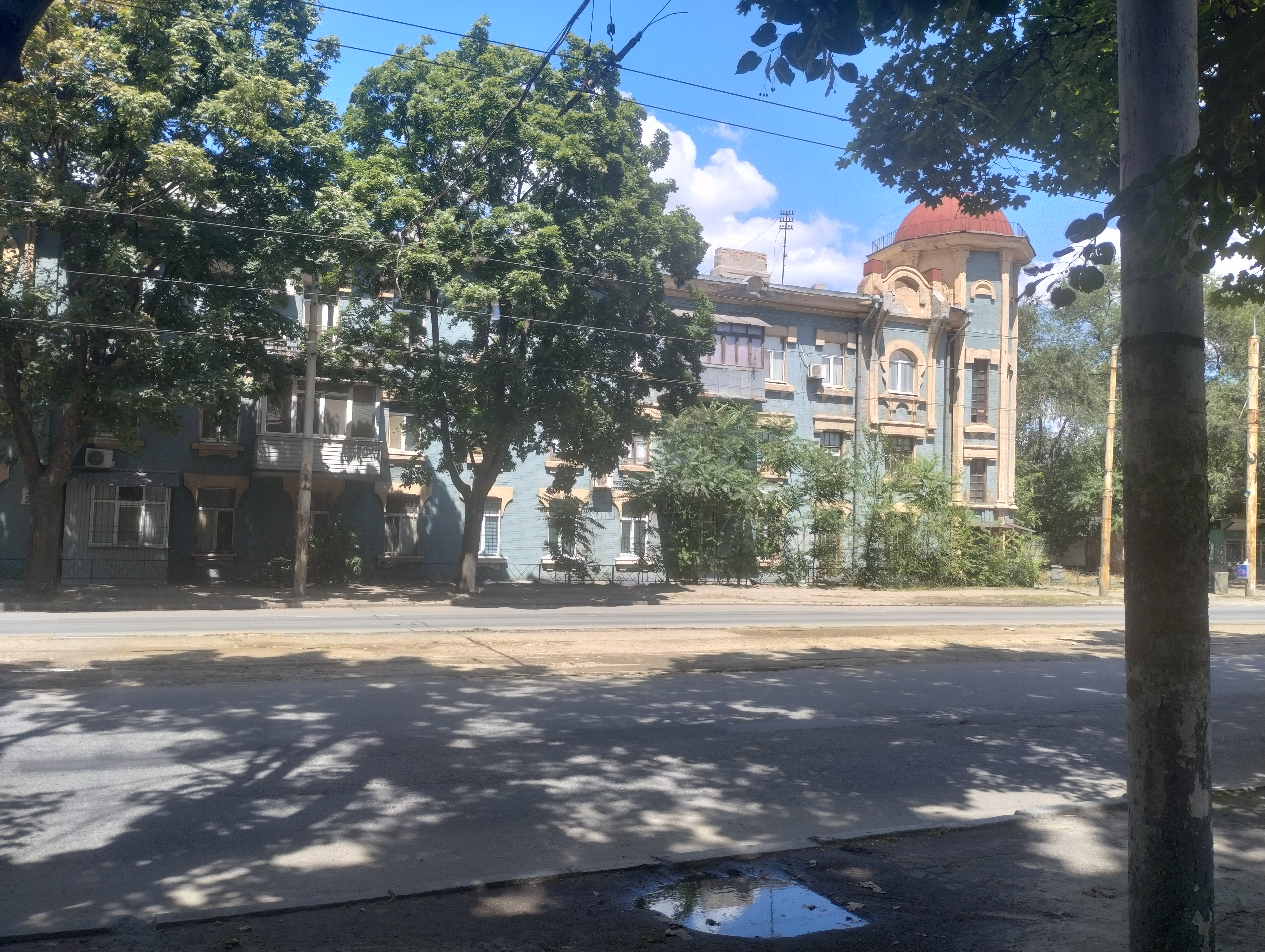
Залишок Брянської колонії. Будинок по проспекту Сергія Нігояна 50

Брянська колонія, Брянка, Колонія  ( у 1923  - 1950 - тих  роках - Колонія ім.  Г. І. Петровського) — історична місцевість у Новокодацькому районі міста Дніпро, містечко інженерно-технічного персоналу заводу Брянського Олександрівського товариства у 1880-ті — 1917 рр., селище працівників Дніпропетровського металургійного заводу ім. Г. І. Петровського у 1917 — 1950-ті рр., район ділової забудови (з 1950-тих рр.).
Нині це район другої половини проспекту Сергія Нігояна, початку проспекту Івана Мазепи, вулиць Юнацької, Бельгійської (радянська назва Квірінга), Андрія Гулого- Гуленка (радянська назва Мічуріна), Романа Самокиша (радянська назва Качалова), Західний Шлях (радянська назва Маяковського), Госпітальної (радянська назва Щербаня), Тиверської (радянська назва Сіриковська), площі Порозуміння.

## Історія
Зведення селища розпочалось у 1885 р. разом з будівництвом металургійного заводу в Катеринославі як поселення для інженерів та майстрів підприємства. Порядок у селищі охороняли городові Брянської поліцейської частини. Від  Колонії на завод йшла спеціальна прохідна, що називалася "директорською".  Між Колонією та Чечелівкою, що виникла приблизно одночасно, формується Брянська площа.
- У 1890 р. на території Брянської Колонії були відкриті Заводська лікарня на 60 місць та Олександрівське двохкласне училище на понад сотню учнів. Училище користувалось великою популярністю серед робітників. Значною мірою це заслуга його першого директора Федора Мордовченка, організатора численних театральних вистав та спеціальних народних читань.
- 1901 р. — споруджуються триповерхові будинки у стилі «Модерн» для технічного персоналу (один з них на проспекті С. Нігояна 50).
- 1902 р. — в селищі існують аудиторія народних читань, а кількість учнів у школі сягає 600 чоловік.
- 1905 - 1906 ---  по вулиці  Чечелівка  - Перша (нині пр. Нігояна) прокладено трамвайну лінію "Брянський завод -Управа", а поблизу Брянської площі зведено  депо муніципального  трамваю (нині Депо № 2).
- 1907 р. — будується нова споруда, де нині розташовано навчально - виховний комплекс № 36. Перебудовується і  розширяється лікарня.
- 1913 --- В зв'язку з трьохсотріччям династії Романових  вулицю Чечелівка - перша перейменовано на  Миколаївський проспект.

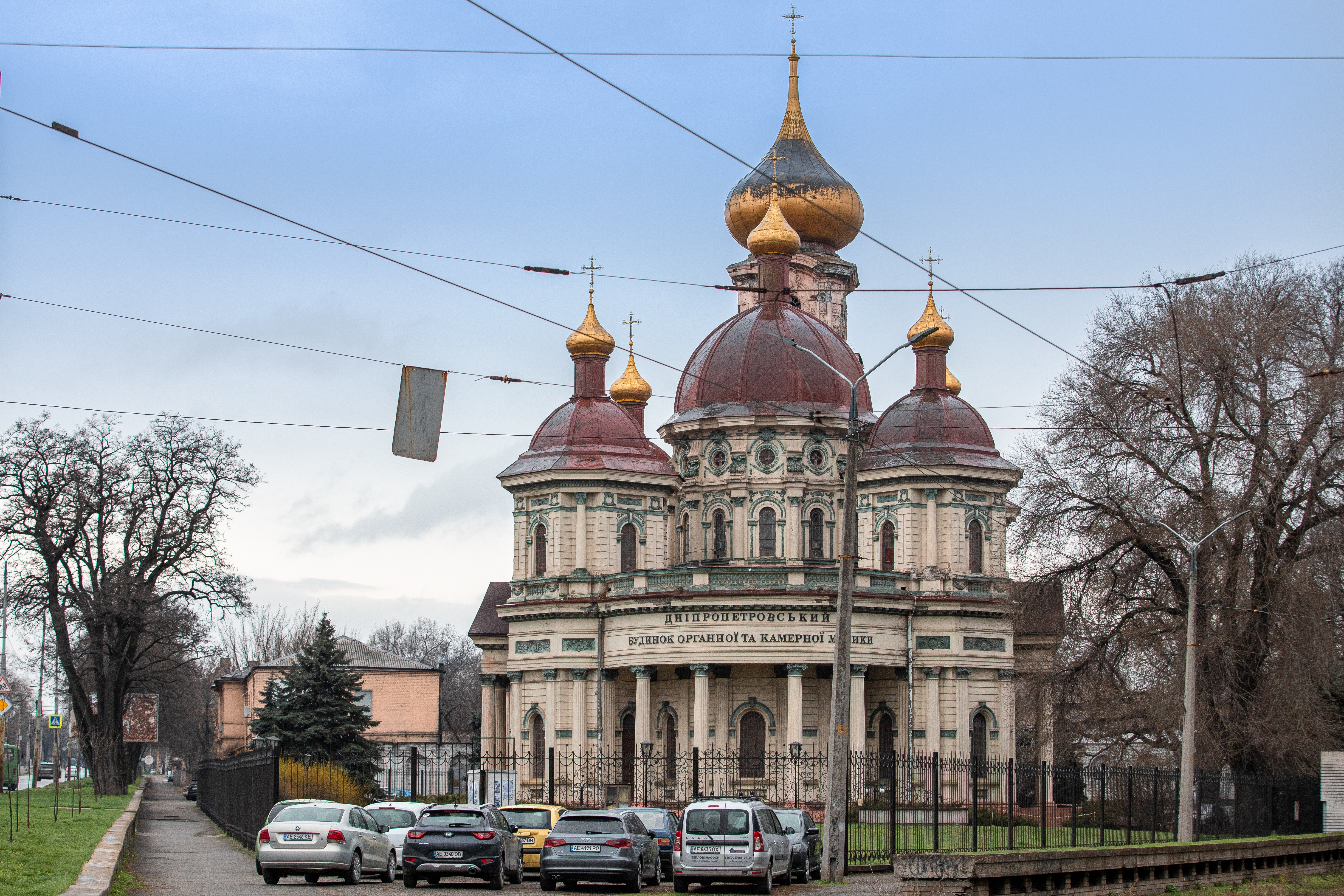
Олександрівська церква святого Миколая. Нині Дніпровський будинок органної та камерної музики.

- Олександрівська церква святого Миколая. Нині Дніпровський будинок органної та камерної музики.1913 р. — до трьохсотріччя династії Романових закладено будівництво Олександрівської церкви святого Миколая. Загальний проєкт закладено Георгієм Туровцем, а проєкти внутрішнього спорядження замовили петербурзькому архітектору Євстафію Константиновичу. Розписував церкву відомий український художник Іван Їжакевич.

Ось як описується Брянська Колонія в одному з гірничо-металургійних журналів Російської імперії:
«Західноєвропейське невеличке містечко. Суцільний сад або лісок з правильно розпланованими вулицями. Серед зелені миготять нарядні будиночки й грандіозні палаццо службовців директора заводу.»
- 1915 р. — церкву відкрито.
- 1917   ---- Миколаївський проспект перейменовано на вулицю Чечелівська -- Перша.
- 1923  р. --- Брянську колонію перейменовано на Колонію ім. Григорія Петровського, а вулицю Чечелівська - Перша --- на проспект Калініна.
- 1925 р. --- від трамвайного депо по Проспекту Калініна продовжено  колію на захід де ходив другий маршрут (нині це маршрути № 5; 14).
- 1928 р. — на місці Брянської площі будується Палац імені Ілліча.
- У 1920 - ті роки --- будується "Палац Профілактики" медзаклад для робітників.
- 1930 --- ті роки розширюється містечко 2 - ї клінічної лікарні.
- 1950—1960 — ті роки — в зв'язку зі створенням «санітарної зони» довкола заводів з  Колонії ім. Григорія Петровського відселяється населення. Одна частина будинків була віддана заводським та іншим установам, друга — знесена.
- 1957 р. --- відкрито тролейбусний маршрут № 4. У 1982 - 1994 - він не ходив через проспект Калініна у зв'язку з будівництвом метро, а у 2011 - 2017 роках - фактично не функціонував через зношеність тролейбусного парку.

Нині від селища залишились кілька будинків на проспекті Нігояна.

## Будівлі

### Проспект Сергія Нігояна
- № 47 — Палац Праці (колишній - Ілліча), — пам'ятник архітектури радянського конструктивізму, що руйнується,
- № 49 — трамвайне депо № 2,
- N 50 - житловий будинок, один з будинків колонії,
- № 53 — Міська лікарня № 2 Робітнича,

- № 55 — Дніпровський індустріальний коледж,
- № 55а — басейн Дніпровського індустріального коледжу,
- № 57 — Навчально-виховний комплекс № 36,
- № 66 — Дніпропетровський будинок органної і камерної музики,
- № 67 — Музей Дніпровського металургійного заводу,
- Пам'ятник воїнам Дніпровського металургійного заводу.
- Залізнична станція Горяїнове.

## Освіта
коледж:
Дніпровський індустріальний коледж — проспект Сергія Нігояна, 55
школа:
- Навчально-виховний комплекс № 36 «Спеціалізована середня загальноосвітня школа техніко-економічного профілю — дошкільний навчальний заклад» — проспект Сергія Нігояна, 57

дошкільний заклад:
- Дошкільне відділення НВК № 36 — вулиця Романа Самокиша, 2а